# Orienspace
Orienspace Technology (Shandong) Co. Ltd (w skrócie Orienspace) to chińskie przedsiębiorstwo przemysłu kosmicznego, założone 9 czerwca 2020 roku. Firma projektuje rakiety nośne z serii Gravity i silniki rakietowe Force Series. 

## Historia
Siedziba firmy Orienspace znajduje się w Yantai w prowincji Szantung, gdzie budowane jest centrum montażowe i testowe. Firma utworzyła również centrum badawczo-rozwojowe w biurze w Pekinie oraz centrum technologiczne napędów lotniczych w Wuxi w prowincji Jiangsu.
Od października 2023 roku, Orienspace uzyskała finansowanie o łącznej wartości ponad 150 mln USD. W styczniu 2024 firma Orienspace otrzymała 600 mln juanów, które firma przeznaczy na finansowanie rozwoju i produkcji silnika rakietowego zasilanego naftą i ciekłym tlenem. Finansowanie to ma wesprzeć także dalszy rozwój opracowanej przez firmę rakiety nośnej wielokrotnego użytku o nazwie Gravity-2, która ma być odpowiedzią firmy na rosnący popyt na komercyjne wynoszenie sztucznych satelitów w Chinach

## Rakiety nośne Gravity

### Gravity-1
Gravity-1 to rakieta nośna zasilana na paliwo stałe, która może wynieść ładunek o masie do 6,5 ton na niską orbitę okołoziemską lub 4,2 tony na orbitę heliosynchroniczną. Jej pierwszy lot odbył się 11 stycznia 2024 roku, pobijając rekord największej na świecie rakiety nośnej zasilanej na paliwo stałe oraz najpotężniejszej komercyjnej rakiety nośnej w Chińskiej Republice Ludowej.

### Gravity-2
Gravity-2 to aktualnie projektowana ciężka rakieta nośna, która ma zadebiutować w 2025 roku. Będzie to 60-metrowa rakieta nośna z dwoma boosterami. Główny stopień będzie napędzany dziewięcioma silnikami rakietowymi Yuanli-85, napędzane na naftę o 100 tonowym ciągu. Gravity-2 będzie w stanie wynieść 25,6 ton ładunku na niską orbitę okołoziemską oraz 19,1 ton na orbitę heliosynchroniczną.

### Gravity-3
Gravity-3 to planowany wariant rakiety nośnej Gravity-2, który będzie wykorzystywał trzy pierwsze stopnie rakiety Gravity-2. Udźwig rakiety Gravity-3 ma wynieść około 30,6 ton na niską orbitę okołoziemską oraz 20,5 ton na orbitę heliosynchroniczną.